# تفجير حارة حريك 2014
تفجير حارة حريك هو حادثة تفجير عبوة في حارة حريك في الضاحية الجنوبية في محافظة جبل لبنان في لبنان في 21 يناير 2014 تسبب في مقتل 5 أشخاص من بينهم الانتحاري وجرح 48. وهو ثاني تفجير في حارة حريك ورابع تفجير في الضاحية الجنوبية خلال شهور قليلة. وتبنت جبهة النصرة في لبنان في تغريدة في تويتر الانفجار وقالت أنه رد على «مجازر» حزب الله في سوريا وعرسال.

## الحادثة
انفجرت في 21 يناير 2014 في 10:55 صباحا سيارة مفخخة في شارع الشهيد أحمد قصير في حارة حريك في الضاحية الجنوبية بمحافظة جبل لبنان قرب مكتبة. قال وزير الداخلية اللبناني مروان شربل أن السيارة التي استخدمت في الحادثة انفجرت أولا والحزام الناسف الذي كان يرتديه الانتحاري لم ينفجر. والسيارة هي رباعية الدفع من نوع كيا سبورتاج مسروقة يملكها كلاس يوسف كلاس رقمها 429514/ح. وقالت الوكالة الوطنية للإعلام أن السيارة التي فُجرت كانت تحمل قذائف هاون من عمار 120 مم لم تنفجر. وحطم التفجير واجهات محلات تجارية وأسفر عن مقتل أربعة أشخاص من بينهم الانتحاري وماريا الجوهري (18 عاما/عازبة من الهرمل) وعلي بشير (19 عاما/عازب من جنوب لبنان) وأحمد عبيدة (في العقد الرابع ومتزوج من الطريق الجديدة) وجرح ثمانية وأربعين. وقالت جبهة النصرة في لبنان في تغريدة في تويتر أنها مسؤولة عن الانفجار وقالت أنه رد على جرائم حزب الله في سوريا وعرسال. وفصلت أربع صور لمجازر أطفال بسوريا بين الجملة الأولى والجملة الأخيرة من البيان المقتضب الذي جاء فيه:

"بسم الله الرحمن الرحيم
بيان || 3 || جبهة النصرة في لبنان
سلسلة غزوات: قـسمـاً لنثــأرنّ

جزء من بيان جبهة النصرة في لبنان حول تفجير حارة حريك 2014

قال تعالى: {أُذِنَ لِلَّذِينَ يُقَاتَلُونَ بِأَنَّهُمْ ظُلِمُوا وَإِنَّ اللَّهَ عَلَى نَصْرِهِمْ لَقَدِيرٌ}
تم بفضل الله تعالى الرد على مجازر حزب إيران بحق أطفال سوريا وأطفال عرسال بعملية استشهاديّة أصابت عقر داره في الضاحية الجنوبية.
وندعوا أهل السنّة في كل مناطق لبنان أن يرصّوا صفوفهم لمواجهة حزب الشيطان.
{وَاللَّهُ غَالِبٌ عَلَى أَمْرِهِ وَلَكِنَّ أَكْثَرَ النَّاسِ لا يَعْلَمُونَ}"

### الجرحى
يبلغ عددهم 48 

## ردود الفعل
ذهب النواب علي عمار وعلي المقداد وإيميل رحمة وحكمت ديب لتفقد موقع الانفجار.
قطع تلفزيون المستقبل وأم تي في وقناة الجديد وقناة المنار برامجهم وبثوا فيديوهات مباشرة لمكان الحادثة. فيما واصلت أل بي سي الفضائية بث برامجها الاعتيادية.
- وليد جنبلاط: قال أن لبنان دخل في حالة جنونية.
- رئيس الوزراء المكلف تمام سلام:استنكر تفجير حارة حريك[3]
- الولايات المتحدة: أدانت السفارة الأمريكية في بيروت التفجير وعزت الضحايا.